# Hesperiden

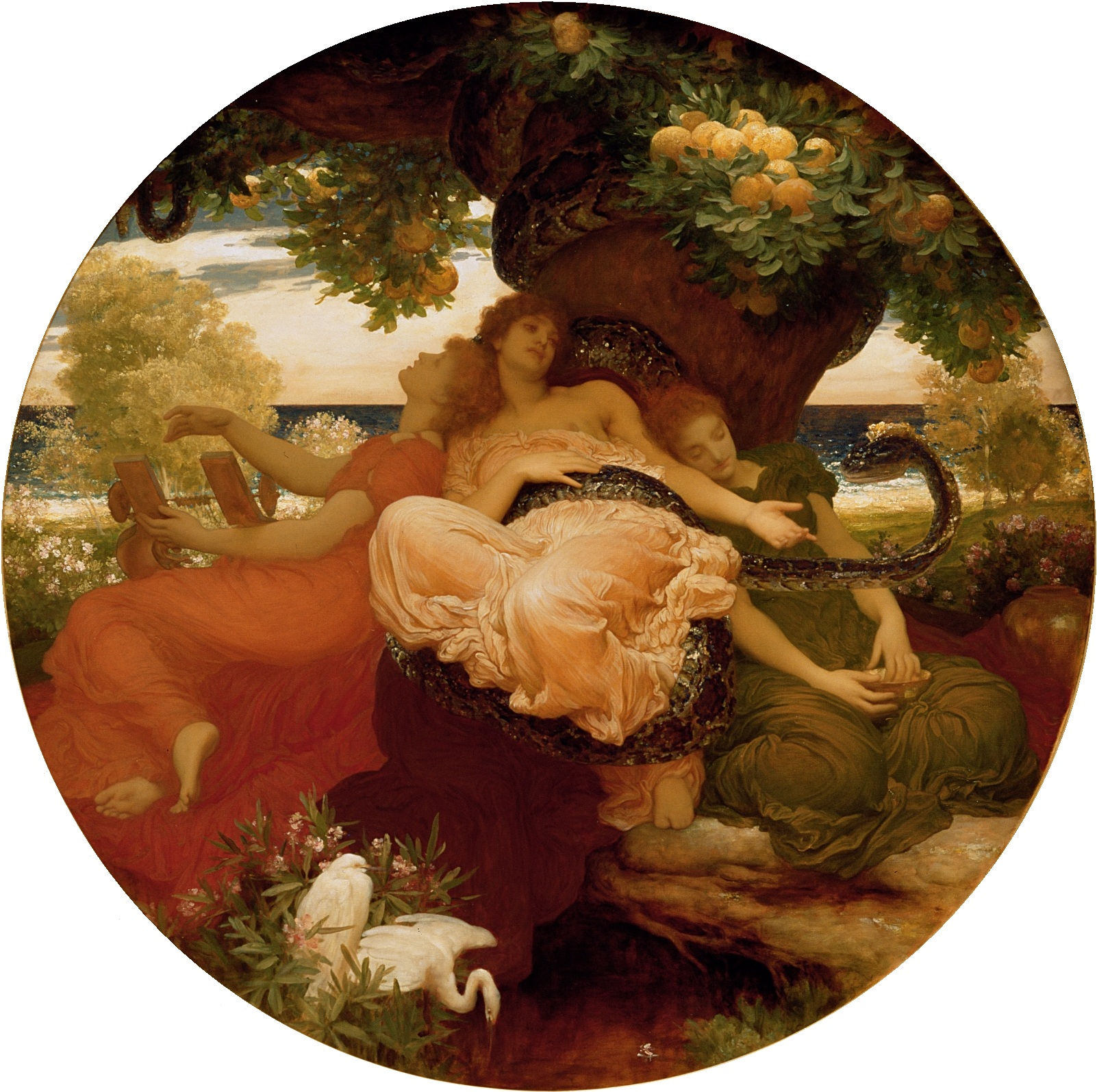
Hesperiden
(ca. 1892), Frederic Leighton, Lady Lever Art Gallery (Port Sunlight)

Hesperiden (Oudgrieks: Ἐσπερίδες) zijn figuren uit de Griekse mythologie. Het zijn drie of zeven nimfen, die in het land Hesperia de Boom met de Gouden Appels bewaken.
De appels waren een huwelijksgeschenk van Gaia aan Zeus en Hera, en schonken diegene die ervan at de onsterfelijkheid. Hoewel Hera de Hesperiden had opgedragen de boom te bewaken en te verzorgen, vertrouwde ze hen niet volledig, en liet de boom voor de zekerheid ook bewaken door Ladon, een draak met honderd koppen. Een van de taken die Herakles opgedragen kreeg, was om de appels te roven.   
De oorsprong van de Hesperiden is onbekend; ze worden genoemd als de dochters van zowel Nyx, Ceto en Atlas.